# Abū Bakr
Abū Bakr, pseudonimo di Abd Allāh ibn Abī Quḥāfa, detto al-Ṣiddīq (in arabo أبو بَكر الصّدِّيق‎? Abū Bakr al-Ṣiddīq, "il grandemente veritiero"; La Mecca, 27 ottobre 573 – Medina, 23 agosto 634), è stato il primo califfo dell'Islam dal 632 al 634, epoca in cui la Umma fu impegnata a combattere varie tribù della penisola arabica che avevano abiurato l'Islam o che, più semplicemente, avevano deciso di recuperare una loro piena libertà d'azione.

## Azione alla Mecca
Abū Bakr ʿAbd Allāh ibn Abī Quḥāfa, detto al-Ṣiddīq (per aver creduto subito all'Isrāʾ e Miʿrāj), fu coetaneo e suocero di Maometto e di lui fu certamente il miglior amico. Di professione mercante e di condizione economica assai agiata, apparteneva al clan coreiscita dei Banū Taym. 
Fu il primo uomo a convertirsi all'Islam predicato dal suo amico (il primo essere umano fu però la moglie di Maometto, Khadīja, mentre il cugino del profeta 'Ali ibn Abi Tàlib, pur precedendo forse Abū Bakr, era impubere, e il suo atto di fede non aveva quindi un valore "legale").

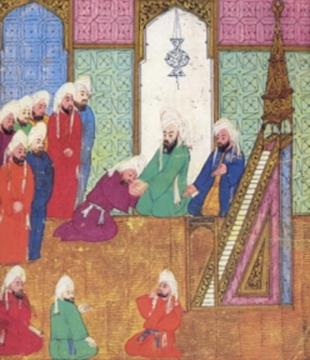
La designazione di Abū Bakr nella Saqīfa dei B. Sāʿida. A destra ʿUmar (miniatura persiana)

Mise a disposizione della causa islamica il suo ingente patrimonio personale e fu grazie a lui se vari schiavi convertiti all'Islam - fra cui l'abissino Bilāl, ricordato come il primo muezzin musulmano della storia - poterono essere acquistati e liberati, sfuggendo in tal modo alle angherie dei loro padroni di Mecca, ostili alla religione predicata da Maometto e all'egualitarismo da esso predicato.
Nel corso della sua vita a Mecca liberò i seguenti schiavi dai loro padroni pagani:
- Bilāl b. Rabāh
- Abū Fakīh
- ʿAmmār b. Yāsir
- ʿĀmir b. Fuhayra (Abū Fuhayra), schiavo di ʿAbd Allāh ibn al-Tufayl ibn Sakhbara, fratello uterino di sua figlia ʿĀʾisha.

Le schiave liberate furono invece:
- Lubayna
- al-Nahdiyya
- Umm Ubays
- Ḥāritha bint al-Muʾammil

Si dice che per questa sua meritoria opera, spendesse tutto il suo patrimonio, ammontante all'equivalente di 40.000 dirham.
Promise in moglie a Maometto sua figlia ʿĀʾisha all'età di appena sei anni, secondo un costume diffuso nella penisola arabica del VII secolo, in cui l'età media (specie in ambiente non urbano) era di 35 anni circa e in cui i contratti matrimoniali erano di conseguenza stipulati dai genitori degli sposi fin dall'età prepuberale.
L'età di Aisha è attestata da diversi hadithdella maggiore raccolta Sahih al-Bukhari, nei quali si afferma che Maometto sposò Aisha a sei anni ed ebbe rapporti sessuali con lei quando ella aveva nove anni e lo sposo circa 55. Lo storico Ṭabarī scrive che Maometto sposò Aisha quando ella aveva sette anni e Maometto la portò in casa sua quando ne aveva nove, confermando il hadith di Bukhari sull'età del suo primo rapporto sessuale con l'ultracinquantenne Maometto. Una fonte la vuole invece sposata a dieci anni con consumazione a quindici. Vi sono comunque studiosi musulmani che sostengono che i dati riguardanti l'età di Maometto e di ʿĀʾisha siano contraddittori e che ʿĀʾisha poteva essere d'età alquanto maggiore. In particolare la studiosa Ruqayyah Warith Maqsud, incrociando diverse fonti autorevoli, giunge alla conclusione che ʿĀʾisha avesse un'età compresa tra i 14 e i 24 anni, probabilmente 19, al momento del matrimonio. Questa ipotesi è congruente con il fatto che, secondo il più antico e più autorevole biografo del profeta Maometto, Ibn Ishaq, ʿĀʾisha era "nata nella Jāhiliyya", vale a dire prima del 610, e che le tradizioni sull'età di nove anni di ʿĀʾisha provengono tutte da Hisham ibn 'Urwa, sulla cui affidabilità molto si discute tra gli stessi studiosi di ḥadīth, specialmente per quelli di provenienza irachena, sottilmente ostili ad ʿĀʾisha, senza trascurare il fatto che, ʿĀʾisha sarebbe stata fidanzata addirittura prima del 610 a Jābir ibn Muṭʿim ibn ʿAdī, figlio di Muṭʿim ibn ʿAdī, capo del clan meccano dei Banū Nawfal.

## Azione a Medina

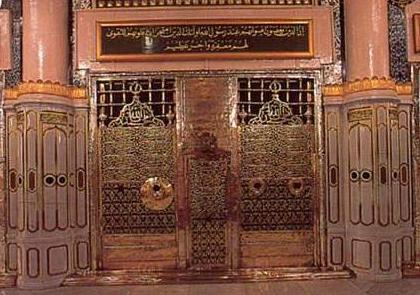
Abu Bakr fu inumato accanto a Maometto: onore che fu riservato anche ad Umar. Il sepolcro si trova all'interno della Moschea del Profeta di Medina. La prima finestra da destra permette di osservarne il sacello (vuoto, in base alle usanze islamiche che prevedono l'inumazione nella nuda terra).

Effettuò con il profeta dell'Islam l'Egira, allontanandosi per ultimi da Mecca alla volta di Yathrib (poi Medina) nel 622. Restò sempre a fianco di Maometto nel periodo medinese, accompagnandolo nelle spedizioni e consigliandolo nella conduzione della comunità (Umma) che a Medina era stata creata. Il fatto che Maometto conducesse sempre la preghiera collettiva del venerdì e che, in occasione di un'indisposizione del profeta, l'incarico gli venisse assegnato, lo rese con ogni evidenza la persona maggiormente indicata a succedergli quando Maometto morì nel 632.
Famoso il suo discorso successivo alla morte del profeta - suo amico intimo di tutta una vita e suo genero - allorché Umar ibn al-Khattab, incredulo del trapasso di Maometto, si spingeva a negare l'evidenza della sua morte:
«O gente! Chi venera Maometto sappia che Maometto è morto. Chi invece adora Dio sappia che Dio è il Vivente e non morirà mai».
Nel frattempo, nello spiazzo (saqīfa, in arabo سقيفة‎?) su cui s'aprivano gli edifici del clan medinese dei Banū Sāʿida, della tribù dei Banū Khazraj, s'erano radunati numerosi musulmani medinesi (Anṣār) che probabilmente intendevano affidare la guida della città e della comunità islamica al sayyid dei Banu Khazraj, Saʿd b. ʿUbāda.

## L'elezione a califfo
Il tempestivo accorrere di alcuni Muhājirūn, fra cui ʿUmar b. al-Khaṭṭāb, Abū Bakr e Abū ʿUbayda b. al-Jarrāḥ (ma non di ʿAlī b. Abī Ṭālib, impegnato nel lavacro del cadavere del profeta per la sua successiva inumazione secondo la ritualità islamica), ha fatto pensare a un'azione concordata fra i tre (cfr. Muslim b. al-Ḥajjāj). ʿUmar affermò la necessità che si seguissero i criteri privilegianti della karāba (la prossimità, anche come parenti o affini al profeta) e della sābiqa (l'antichità della conversione all'Islam) per individuare il candidato, inaugurando una procedura che non trovava alcun conforto nel Corano e nella stessa Sunna del profeta, entrambi silenziosi circa il futuro della Umma dopo la morte di Muḥammad e le modalità d'elezione d'un suo successore politico.
A indicare come Califfo Abū Bakr fu ʿUmar e il suo gesto, apparentemente del tutto disinteressato e altruistico, convinse i più esitanti, comunque rafforzati in questa loro decisione dalla presenza dei Banū Aslam - clan dei Banū Khuzāʿa - presentatisi in armi per sostenere gli Emigrati. Unico a non concedere il suo consenso fu ʿAlī che, offeso per una decisione presa in sua assenza, ebbe poi modo di esprimere tutta la sua contrarietà al neo-califfo allorché questi negò a sua moglie Fāṭima l'eredità dell'oasi di Fadak e di parte di quella di Khaybar, che facevano parte del patrimonio personale del profeta. La tradizione di cui Abū Bakr si fece forza fu quella dell'aver sentito dire a Maometto che "i profeti non hanno eredi", indifferente che, con ogni probabilità, la frase si riferisse al carisma profetico soltanto. La questione della mancata eredità di Fāṭima sarà la cartina di tornasole per capire quali fossero contingentemente le relazioni con l'Ahl al-Bayt da parte del Palazzo islamico.

## La guerra dellaridda
La necessità di ampliare i confini della Umma islamica e il suo hinterland oltre la regione del Ḥijāz, fu in parte mascherata dalla "necessità" di contrastare l'apostasia di alcune tribù e la volontà di altre di concludere l'alleanza contratta con Maometto, vista la morte del contraente. Contro di esse, con la "guerra della ridda", operarono le truppe comandate da Khālid ibn al-Walīd, detto "la spada di Dio" (Sayf Allah), e da ʿIkrima b. Abī Jahl, conseguendo sfolgoranti successi fra cui, in particolare, si ricorda la vittoria musulmana di ʿAqrabāʾ contro la tribù dei Banū Hanīfa, grazie ai quali fu completata di fatto la conquista dell'intera Penisola araba.
Nel 634, sentendo venire meno le forze con il procedere dell'età, Abū Bakr convocò nella sua umile stanza (l'atteggiamento anti-suntuario dei primi califfi viene esaltato nel ricordo dei musulmani che, anche per questo, chiamano i primi quattro califfi "ortodossi" cioè rāshidūn). A ognuno dei sopravvissuti "Dieci Benedetti" pretese un preventivo consenso alla scelta autocratica che egli fece del suo successore nella persona di ˁUmar b. al-Khaṭṭāb, avviando una procedura "designativa" che, su base tuttavia dinastico-familiare, fu recuperata stabilmente dagli Omayyadi in poi.
La tradizione lo ricorda come uomo venerabilissimo (e tale lo considera anche la maggioranza dello Sciismo) nonché esperto nella cosiddetta oniromanzia (scienza dell'interpretazione dei sogni).

## Mogli
1. Qutayla bt. ʿAbd al-ʿUzzā
2. Umm Rumān
3. Asmāʾ bt. ʿUmays
4. Ḥabība bt. Khārija